# Johan Frederik af Slesvig-Holsten-Gottorp
Johan Frederik af Slesvig-Holsten-Gottorp (tysk: Johann Friedrich) (1. september 1579–3. september 1634) var et medlem af fyrstehuset Slesvig-Holsten-Gottorp, der var fyrstærkebiskop af Bremen fra 1596 til 1634, fyrstbiskop af Lübeck fra 1607 til 1634 og fyrstbiskop af Verden fra 1631 til 1634. Han var en yngre søn af Hertug Adolf af Slesvig-Holsten-Gottorp i hans ægteskab med Christine af Hessen.